# Chapelle Notre-Dame de Luxembourg (Torgny)
La chapelle Notre-Dame de Luxembourg (localement connue comme chapelle de l’ermitage) est un petit édifice religieux catholique sis à Torgny, dans la Gaume, en Belgique. Construite vers 1660 elle devient ermitage un siècle plus tard. Reconstruite et agrandie au XIXe siècle, elle redevient ‘ermitage’ en 1977. Une procession mariale annuelle y est organisée durant le mois de mai.

## Histoire

### Origine au XVIIe siècle
Le culte de Notre-Dame Consolatrice des Affligés (Notre-Dame de Luxembourg) se répand depuis 1624 dans le duché de Luxembourg. Les Jésuites du collège de Luxembourg l’introduisent par leurs prédications dans les églises du duché.
Une épidémie de peste ravage la région en 1636. Le village de Torgny est gravement touché: il perd deux-tiers da population. Déserté par ses habitants durant une vingtaine d’années le village est réinvestit vers 1660. À la suite d'un vœu, et pour se protéger de nouvelles calamités, les habitants décident de construire une chapelle dédiée à Notre-Dame, Consolatrice des Affligés, et d’y venir en procession tous les ans, le cinquième dimanche de Pâques. Le 20 septembre 1678, la Vierge Consolatrice-des-Affligés devient la patronne de tout le comté de Chiny.
Un ermitage y fut annexé en 1729. Sa présence est documentée à partir de 1730. 

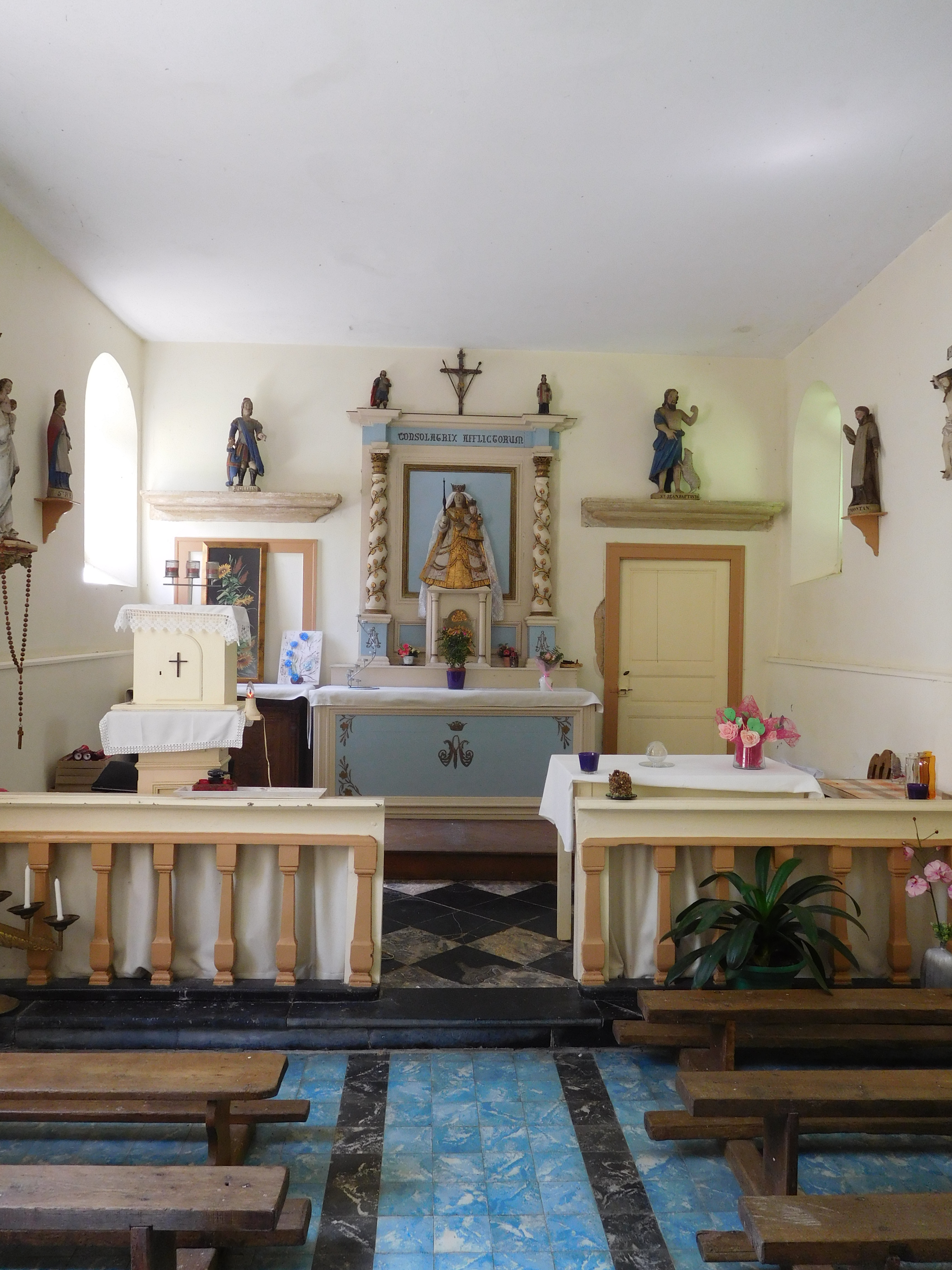
Intérieur de la chapelle (avec l'autel de la 'Consolatrice des Affligés')

### Nouvel édifice
Un laïc installé à l’ermitage depuis 1835, un certain Dominique Schmit, construit un nouveau logement avec jardin, répare et agrandit l’ancienne chapelle et lui donne l’aspect qu’elle a aujourd’hui. La pierre commémorative au dessus de l’entrée marque la date (1840) des aménagements faits par Schmit. De part et d’autre de la porte d’entrée, 2 percements ellipsoïdaux faits dans le mur permettaient jadis aux lépreux et autres malades contagieux d’assister aux offices sans avoir de contact avec la foule. À l’intérieur de la chapelle, les statues des saints représentent un panel des dévotions d’autrefois. 
Le même ermite, Dominique Schmit, édifie également à quelque distance de la chapelle – de part et d’autre de la route qui conduit à Pont-Camus – deux édicules en spirale (surnommés localement les ‘escargots') surmontés d'une statue religieuse. Celui qui borde la route sur sa gauche fut reconstruit en 1934. Le second disparut peu après la mort de l’ermite.

### Aujourd’hui
La chapelle, localement connue comme ‘chapelle de l’ermitage’, avec son ermitage, et les alentours sont classés au patrimoine immobilier de Wallonie (depuis 1985). Depuis 1977 l’ermitage, qui a donné son nom à la rue qui y conduit, est à nouveau occupé par une religieuse ermite dominicaine, retrouvant ainsi sa vocation spirituelle.
Comme le veut l’ancienne tradition, une procession mariale y est organisée le 5e dimanche de Pâques. La chapelle est ouverte au public toute l’année, mais l’ermitage ne se visite pas.

## Adresse
Ermitage, rue de l’ermitage 42, 6767 Torgny, Belgique.